# デジタルホーディング

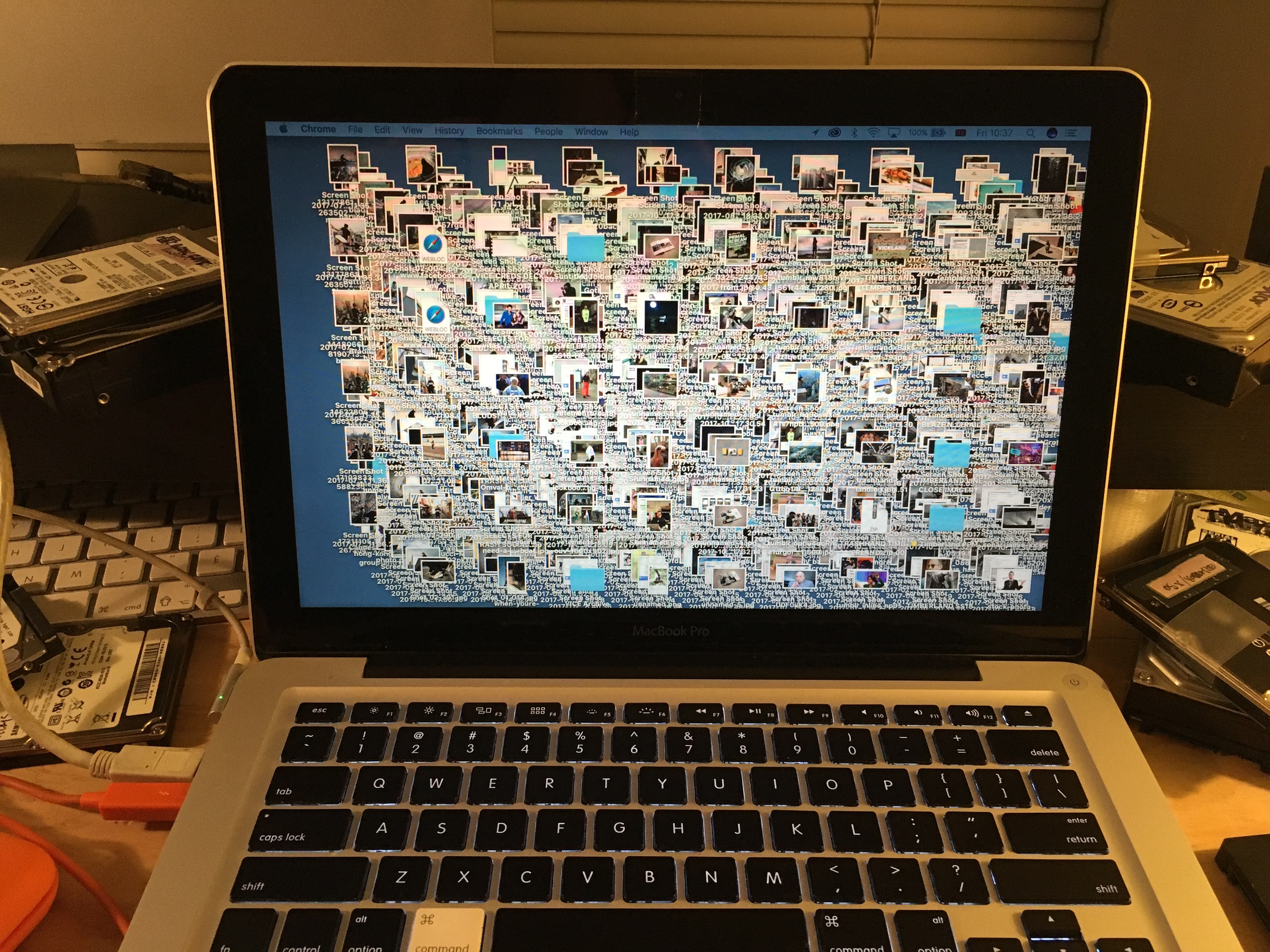
非常に散らかったコンピュータのデスクトップ、デジタルホーディングの一般的な例。

デジタルホーディング（でじたるほーでぃんぐ、英: Digital hoarding）（別名eホーディング、eクラッター、データホーディング、デジタルパックラッタリーまたはサイバーホーディング）とは、研究者によって、個人が過剰なデジタル素材を収集することで特徴付けられるホーディング障害の新たなサブタイプとして定義され、それらの個人がストレスと混乱を経験するに至るものを指す。デジタルホーディングは、情報がデジタルに保存される電子環境で行われる。この用語は、学術的な注目を集める前に、オンラインフォーラムやメディアで人気を得た。研究によると、身体的およびデジタルのホーディング行動を示す個人間に相関関係がある可能性を示している。また、この主題に関する心理学的文献の不足を認識している。
いくつかの研究では、デジタルホーディングの主な影響要因は、データの保存コストの低減、蓄積したデータを厳選する時間の不足、データの認識される寿命、デジタル資産への感情的な愛着を含む多くの問題や個人的な理由に関連していることが示唆されている。デジタルホーディングを調査するために実施された研究は、これが研究の新興分野であるため、範囲が限られている。デジタルホーディングが、通常の人間の活動ではなく治療すべき状態であるかどうかについて、研究者間で合意が欠如している。
「データホーディング」という用語は、古いビデオゲームやウェブサイトなどの、失われる可能性のある大量のデータの（病理的でない）アーカイブを記述するためにも使用される。大規模な2025年アメリカ合衆国政府のオンラインリソース削除により、喪失防止としてのデータホーディングは大きな注目を集めた。

## 行動的影響
デジタルホーディング行動の検証に焦点を当てた限られた研究では、個人のデジタル素材を蓄積する決定に大きな影響を与える要因として以下が特定されている：
- 一部の個人は、特に重要なものを失う恐れがある場合、デジタルアイテムを処分することに直面して不安を経験する[2]。
- 多くのデジタルホーダーは、デジタルコンテンツを整理する方法を知らないか、整理する習慣がなく、どのコンテンツが保持する価値があるかを判断する方法論が欠けている[8][9]。
- アイデアを共有したいという欲求などの自然な創造的動機[10]。
- 将来のデジタル資産の必要性または有用性に関する認識
  - 将来デジタル資産が必要になると認識する[2]
  - 将来どのデータが必要になるか不確実性[9]
- デジタル資産を管理する動機の欠如[2]
- 時間的制約
  - すべてのデジタルファイルを保持することは、それらを評価して削除するよりも時間と労力が少なくて済む[11][12]。

研究者は、デジタル素材の蓄積の増加を可能にする役割を果たす技術の以下の発展を引用している：
- デジタルコンテンツを作成するためのハードウェアとソフトウェアの存在[10]
- デジタルストレージ容量の発展[13]

## 研究結果
デジタル素材の入手可能性の増加は、人々がデジタル素材を蓄積する機会の増加と一致する。ファン・ベンネコムらは、患者と専門家の両方によってインターネット上で公開された記述を読んだ後、2015年に科学文献に「デジタルホーディング」を導入した。彼らはそれを「最終的にストレスと混乱をもたらす視点の喪失に至るまでのデジタルファイルの蓄積」と定義している。この症例研究の発表以来、デジタルホーディングを研究するためにいくつかの試みがなされてきた。これらの出版物のそれぞれには、デジタルホーディングをよりよく理解するためのより多くの研究の必要性を引用している明確な知識のギャップが特定されている。
スウィートンらは、2018年にデジタルホーディングに焦点を当てた最初の研究プロジェクトの一つを実施し、デジタルホーディングに関連する特性と潜在的な問題を調査した。彼らはデジタルデータを削除することへの5つの障壁を特定した：将来のため/念のためにデータを保持する、証拠としてデータを保持する、怠惰/時間がかかる、データへの感情的な愛着、私のサーバーではない-私の問題ではない。彼らはまた、過剰なデータの蓄積に関連する4つの問題を特定した：生産性への影響、心理的幸福への影響、サイバーセキュリティの問題、物理的なホーディングとの関連。この研究の参加者は、自分がどれだけのデータを蓄積したかに頻繁に驚いたが、それでもその情報を捨てることについて議論する際に困難を経験した。デジタルホーディングのこの研究は、参加者の小さなサンプルとデジタルホーディング行動を測定するための標準化されたスケールの合意の欠如によって制限されていた。
ヴィターレらは、2018年に多様な背景を持つ小さなサンプルの個人の間でデジタルデータの認識を調査する別の初期研究プロジェクトを発表した。この研究は、個人が何年もの間保持したデジタルアイテムと、それらのデジタルアイテムが保存する価値があると判断するために使用される基準に焦点を当てた。研究者らは、インタビュー中に明らかになった傾向のスペクトルを議論するために、極端な例としてホーディングとミニマリズムを使用した。これらの傾向は理解のためのコンテキストを必要とし、二項分類には適していないことを発見した。
ホーディング傾向に注目を集めることに加えて、ヴィターレらの研究は、これらの傾向がアイデンティティ構築にどのように関連するかを比較対照した。ディロンは、ヴィターレらが確立したスペクトルの中で、各端にホーディングとミニマリズムを極端な例として持つが、ほとんどの人間のデジタルおよび物理的オブジェクトとの関わりはそれら二つの極端の間に位置すると示唆している。
デジタルホーディングに焦点を当てた公開された研究には、成人の参加者が含まれており、子供は含まれていない。成人のホーディングについて知られていることを子供が示すホーディング行動の識別と治療に適用する方法を探る一人の研究者は、子供の間のデジタルホーディング行動に関するさらなる研究を提案した。

### 制約
デジタルホーディングに関する既存の研究の焦点は範囲が狭く、通常、仕事の環境と私的な環境でデジタル素材を蓄積する理由の違いと類似点を決定することに焦点を当てている。仕事と個人情報のスペースの間のこの境界を維持することはますます困難になっており、一部のアーキビストは仕事と個人情報が個人的な記録管理に統合される可能性があることを示唆している。他の制限には、小規模のサンプル研究グループとデジタルホーディング行動の側面を完全に測定するための合意された指標の欠如が含まれる。

## 一般的なホーディングサイト

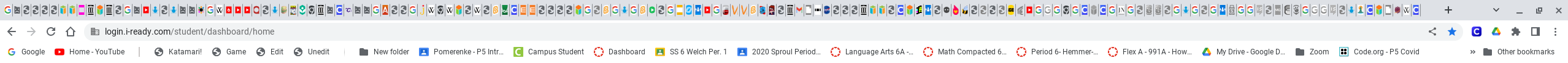
ブラウザタブホーダーのChromiumのタブバー。

デジタルホーディングは、情報が保存される任意の電子スペースで発生する。以下はデジタルクラッターが存在する可能性のある一般的な領域である：
- ブラウザのタブ
- 過剰なデスクトップアイコン
- デジタル画像
- 古い文書
- ファイルフォルダ
- 電子メールの受信トレイ
- もはや参照されていないインターネットブックマーク
- 音楽とビデオファイル
- もはや使用されていない古いソフトウェア/コンピュータプログラム/アプリ
- ソーシャルメディア/オンラインゲームの「友達」と「フォロー」

いくつかのソーシャルメディアプラットフォームもデジタルホーディングの機会を提供する。例えば、ソーシャルネットワーキングサイトFacebookでは、単なる知人や失効した連絡先、あるいは完全な見知らぬ人である可能性のある「友達」を、例えば5000という最大数まで蓄積することができる。グループやページも、ユーザーが新しいものに参加したり、「いいね」を押したりする一方で、もはや関心のないものから離れたりフォローを解除したりせずにいる場合、クラッターに貢献する可能性がある。

## 動機
デジタルホーディングは、個人の特性と習慣、企業の状況、社会的傾向など多様な要因から生じる：
- 多くの企業は意思決定と正式な承認のために電子メールのやり取りに依存しているため、従業員は後で決定を確認するために必要になる可能性がある場合に備えて、仕事の電子メールを保管することが多い[18]。
- データストレージデバイスは現在非常に大きく安価なため、個人や企業はしばしばデータを選択的に保存する必要性を感じない[19][20]。
- インターネット上のオープンコンテンツの広範な入手可能性と急速な普及により、ユーザーはデジタルメディアを入手することが容易になり、かつてないほど速く蓄積される可能性がある[18]。
- デジタルメディアは物理的なスペースを占有しないため、雑然としたものとして認識される可能性が低く、ユーザーは自分が所有しているものの範囲を忘れやすくなる[18]。
- 多くの物理的なアイテムとは異なり、電子コンテンツは劣化（英語版）するのに何年もかかることがあり、しばしば気付かれないため、ユーザーは意識的にそれを削除することを選択しなければならない[21]。

## 影響
デジタルホーディングは、潜在的な問題につながる可能性がある：
- デジタルクラッターは精神的に疲れさせる可能性があり、時間と注意を必要とする。例えば、ホードされた電子メールは、フィルタリングされた時点でアーカイブされない限り、受信トレイが圧倒的に見える可能性がある。ユーザーは余分な電子メールをふるいにかけるのに時間を無駄にし、それが従業員の生産性低下につながる可能性がある[22]。
- デジタルホーディングはデジタルコンテンツへの不健全な愛着を生み出し、一種の「メディア中毒」を助長する可能性がある[23]。無用なクラッターを手放すことは、多くの場合メンタルヘルスのためになり、デジタルデバイスを整理することは心を整理するのに役立つ[24]。
- 過剰なデジタルコンテンツは、それに値する以上のハードドライブスペースを占有し、コンピュータや携帯電話に追加のデジタルストレージを追加する必要があるかもしれない[要出典]。
- サーバファームはより多くのディスクドライブを必要とするため、より多くの電力を使用する。この追加の負荷は、特に企業ドメインで顕著である[25]。これにより、自己ホスティングの場合は個人や企業の電気料金が増加し、サーバーに保存される場合はカーボンフットプリントが増加する[25]。

## 肯定的な理由付け
デジタルホーディングを具体的に調査したいくつかの研究から、参加者は多くのデジタルファイルを保存する理由として、物理的なスペースを取らないことを挙げている。シディックらはアメリカ合衆国に位置するデータセンターの炭素と水のフットプリントを調査し、データ処理におけるデータセンターの役割に関する透明性の欠如を指摘し、データセンターの環境への影響を一般の目から隠していることを指摘した。

## メディア報道
多くのアメリカのドキュメンタリーテレビシリーズは、強迫的なホーダーの闘争を描いており、例えばTLCのホーディング：埋もれた生活やA&Eのホーダーズなどがある。これらの番組はホーディングの認識を普及させ、クラッターを蓄積することの結果を示している。しかし、これらのプログラムは通常、物理的なホーディングに焦点を当てている。WPTVによるフロリダ州フォートローダーデールの住民ラリー・フィッシャーの物語は、注目すべき例外である。このプログラムはデジタルホーディングに焦点を当て、フィッシャーがデジタルコンテンツを削除することを長年拒否してきたことを描いている。その代わりに、フィッシャーはハードドライブの容量がなくなるたびに追加のコンピュータを購入した。BBCニュースによるワシントンD.C.の住民クリス・ユリスタの物語は、この視点に対する対照的な例を示している。このプログラムはユリスタを、ほとんど物理的な資産を持たずに生活し、可能な限りデジタル財に代替している「21世紀のミニマリスト」として描いている。

## 関連概念
デジタルクラッターは、デジタルホーディングの結果として生じる（デジタルの）人工物を説明するために使用される用語であるが、それは排他的にホーディングの結果として理解されるべきではない。デジタルクラッターは、アプリケーションの頻繁なインストールを通じて作成されるコンピュータのデスクトップアイコンなど、別のユーザーアクティビティの高い発生の副作用として作成される可能性がある。そのような場合、クラッターはユーザーのホーディングの意図を反映していない。
ハウスキーピングは、デジタルクラッターが'クラッター'の指定から移動する活動を指すために使用される用語であり、それが捨てられるか、整理されるか、またはその重要性の認識によって、もはや'クラッター'の一部ではなくなる。
ガジェットホーディングは、コンピュータ、携帯電話、ワイヤーとケーブル、VCRとDVDプレーヤー、オーディオ機器、ルーター、タブレットなどの電子ハードウェアの過剰なホーディングであり、デジタルホーディングと一緒に個人に発生する可能性がある。